# Bartolomé Castaño
Bartolomé Castaño (Santarém, Portugal; 1601 - Ciudad de México, 21 de diciembre de 1672) fue un misionero de la Compañía de Jesús y filólogo hispano-portugués, quien dominaba 6 lenguas nativas, y redactó varios catecismos.
Ingresó con los jesuitas en Madrid en 1622, donde fue ordenado en 1631.Destinado a las misiones de la Nueva España donde profesó los últimos votos el 24 de agosto de 1641. Fue enviado primero a Tahupec en 1632 en la provincia de Sinaloa con Pedro Pantoja y luego a parte de Sonora en 1636 en la región de los Sahuaripas y a la de los Sisibotaris, en las que pasó diez años, aprendió tan perfectamente su idioma, usos y costumbres, que los indígenas en muchas ocasiones le tomaron por sabio de su raza, ejerciendo gran influencia entre ellos por su conocimiento de la música y elocuente palabra. Misionó en la región del Río Sonora y del Río San Miguel (1638). 
A Bartolomé fue precursor y se le atribuye la fundación de varias misiones como: Nuestra Señora de la Concepción de Baviácora, San Pedro de Aconchi, San Lorenzo de Huépac, y Nuestra Señora de los Remedios de Banámichi,y a lo que hoy conocemos por Ures, en el año de 1665, se le denominó "San Miguel de los Ures" denominación que se le atribuye al Misionero Jesuita Bartolomé Castaño, quien junto con Francisco París. 
Al volver a la capital mexicana desempeñó el cargo de operario en el templo Profesa, (1648 - 1650) donde fue misionero y se distinguió como predicador; ahí estuvo los últimos 13 años de su vida. Fue prefecto en el colegio del Salvador. Fue rector del Colegio Oaxaca (1656-1658). Escribió y publicó un Catecismo en español y la lengua nahua, reimpreso en México en 1744.